# Joaquim Pinto de Magalhães

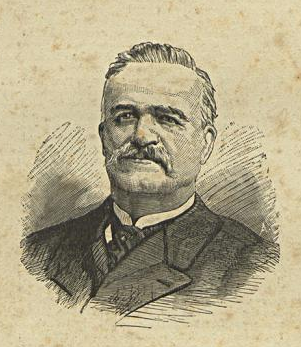
O Conde de Arriaga

Joaquim Pinto de Magalhães, visconde e conde de Arriaga, (Alijó, 6 de julho de 1819 — Lisboa, 17 de dezembro de 1892) foi um nobre, político e administrador colonial português.
Por decreto de 17 de Outubro de 1871, o rei Dom Luís I conferiu-lhe o título de visconde de Arriaga, honra elevada por Dom Carlos a conde em 19 de Abril de 1890.